# Bjursmål
Bjursmål är en dialekt som talas i Bjursås socken i norra delen av Falu kommun. Bjursmål är en av dalmålens sydligaste och ostligaste familjemedlemmar. I socknarna söder och öster om Bjursås talas dalabergslagsmål och i socknarna väster och norr om socknen talas dalmål. Närheten till de båda dialektgrupperna har genom åren präglat målet och på senare tid har närheten till Falun satt allt större spår i språket. I dag är målet näst intill utdött. Bjursmålet hör tillsammans med bland annat rättviks- och leksandsmål till nedansiljansmålen och är i likhet med dem mer likt standardsvenskan än målen i Ovansiljan, såsom älvdalska och moramål. 

## Teckenförklaring och vägledning gällande uttal
- a – slutet a som i bak (förekommer både som kort och långt)
- â – öppet a som i kall (förekommer både som kort och långt)
- o – alltid o som i sol, bom, aldrig å
- ô – ett väldigt öppet ö-ljud som i kort form är lätt att missta för ett öppet a-ljud
- ö – slutet ö som i nöt
- tj/ttj – tje-ljud med (svagt) hörbart t ungefär som i tjock
- sj/ssj – sje-ljud som i sjuk [ʃ]
- dj/ddj – uttalas med hörbart d.
- g – alltid [g] aldrig [ʝ]
- k – alltid [k] aldrig [ɕ]
- ḷ – tjockt l [ɽ]
- hs – s-ljud uttalat med tungan i position för att uttala ett l-ljud [ɬ]
- rd – uttalas [rd] inte [ɖ]
- rs – uttalas [rs] inte [ʂ]
- rt – uttalas [rt] inte [ʈ]
- rn – uttalas [rn] inte [ɳ])

De fyra sista retroflexerna har under 1900-talets sista hälft börjat tränga sig in i bjursmålet. När tjockt l står framför d, s, t eller n assimileras de här ljuden i dagens bjursmål till [ɖ], [ʂ], [ʈ] eller [ɳ]. Till exempel uttalas ordet ” hoḷn” (holen) likadant som uppsvenska ”horn”. 
I de fall där två olika alternativ förekommer skilda av ett snedstreck är det första alternativet ett äldre och det senare ett mera sentida fenomen.

## Substantiv
I bjursmålet delas substantiven liksom i många andra svenska dialekter, tyska och isländska in i tre genus – maskulinum, femininum och neutrum, vilket är en kvarleva från äldre tiders språk (Hultman 2003:50). De böjs, som i standardsvenska i numerus, bestämdhet och kasus. (Hultman 2003:56). I likhet med det svenska standardspråket har ackusativ- och dativböjning av substantiv försvunnit ur Bjursmålet och substantiven böjs således endast i två kasus – nominativ och genitiv.

### Maskulinum
Maskulina substantiv går ofta att känna igen på ändelserna, till exempel –ä och  –â (motsvarande standardsvenska –e);  –ing, –âr(ä) (från standardsvenska –are) och –il(yl), –äḷ och –uḷ  (motsvarar standardsvenska –el) i obestämdform av singular. Som vanligt finns det emellertid undantag och vissa ord saknar ju ändelse, vilket gör att man, precis som i standardsvenska måste veta vilket genus ordet i fråga har. 
De maskulina substantiven kan i singular obestämd form föregås av ”enn” och i singular bestämd form av ”denn där/här”, exempelvis ”Ä jekk enn kâr änsättär åa dännä.” (Det gick en karl längsefter ån där.) och ”Denn här fissjän va’nt nå go nå.” (Den här fisken var inte god.).

#### Böjning
De vanligaste böjningarna av maskulina substantiv ser ut på följande sätt:
| Sing. obest. | Sing. best. | Pl. obest. | Pl. best.  |
| ------------ | ----------- | ---------- | ---------- |
| nyttjyl      | nyttjyl-n   | nyttjyl-âr | nyttjyl-an |
| bussj-ä      | bussj-än    | busk-âr    | busk-an    |
| skômmâr      | skômmâr-n   | skômmâr-âr | skômmâr-an |
| väg          | väjj-än     | väg-âr     | väg-an     |

(nyckel, buske, skomakare, väg)
Här kan vi se att den vanligaste böjningen alltså är –n/–än, –âr, –an. Det gäller även ord som i standardsvenskan får –er, -erna, till exempel tyrann som blir: tyran, tyran, tyranâr, tyranan.
Till undantagen hör bland annat skola och bonde.
| Sing. obest. | Sing. best. | Pl. obest. | Pl. best. |
| ------------ | ----------- | ---------- | --------- |
| skoḷ-a       | skoḷ-n      | skoḷ-ur    | skoḷ-on   |
| bondä        | bond-n      | bönd-är    | bönd-ra   |

I båda de här fallen är böjningsmorfemen, både i obestämd och i bestämd form av plural, vanligast bland feminina substantiv.

### Femininum
Feminina substantiv gå oftast att känna igen på att de slutar på ett öppet a-ljud i både bjursmålet och standardsvenskan, till exempel kyrka och tjôrtjâ. I annat fall slutar de på –u, till exempel i vecka – vikku. Andra ändelser som är typiska för femininer är –ning och –het. I likhet med de maskulina substantiven finns emellertid även här ord utan ändelser. 
Feminina substantiv kan i singular obestämd form föregås av e och i singular bestämd form av de där/här eller 'ho', till exempel Ânn bodd i e lita stuggu vä sjön. (Han bodde i en liten stuga vid sjön.), Ä de här boka di? (Är den här boken din?) och På ho tia (På den tiden).

#### Böjning
De vanligaste böjningarna av feminina substantiv ser ut som följer:
| Sing. obest. | Sing. best. | Pl. obest. | Pl. best. |
| ------------ | ----------- | ---------- | --------- |
| si-â         | si-a        | si-ur      | si-on     |
| gât-u        | gât-u       | gât-ur     | gât-on    |
| natt         | natt-a      | nätt-är    | nätt-ra   |

(sida, gata, natt)
Helt ovanligt är det inte heller att feminina substantiv i plural böjs som de flesta maskulina, det vill säga –âr, –an. Några tockna ord är soḷ, å och ö (sol, å, ö)
Många oräknebara substantiv utan ändelse tycks också vara feminina - mjôḷk(-a), gḷö(-a), joḷ(-a) (mjölk, glöd, jord).

### Neutrum
I likhet med standardsvenskan så är det egentligen omöjligt att säga om ordet är ett neutrumord och hos vissa ord är det egentligen bara artikeln som tyder på att det är neutrum.
Neutrala substantiv kan i singular obestämd form föregås av e(tt) och i singular bestämd form av dä där/här, till exempel Ja har täjji mä e(tt) ba (Jag har tagit mig ett bad.), Dômm har bott länji i dä här husä. (De har bott länge i det här huset.).

#### Böjning
| Sing. obest. | Sing. best. | Pl. obest. | Pl. best. |
| ------------ | ----------- | ---------- | --------- |
| hus (hus)    | hus-ä       | hus        | hus-a     |
| trä (träd)   | trä-ä       | trä-n      | trä-na    |

Några ord som i bjursmålet – och även i standardsvenska – är märkliga är öga och öra. I bjursmålet följer de dock nästan feminin böjning till punkt och pricka:
| Sing. obest. | Sing. best. | Pl. obest. | Pl. best. |
| ------------ | ----------- | ---------- | --------- |
| ög-â         | ög-â        | ög-ur      | ög-on     |
| ör-â         | ör-â        | ör-ur      | ör-on     |

Som synes är det enda som skiljer de här ordens böjning från de feminina orden som slutar på â att de även i bestämd form har öppet a-ljud istället för ett slutet som ändelse.

## Adjektiv
Bjursmålet har olika typer av adjektiv – till exempel de utan ändelse och de med ändelserna –u och –in, vilka man kan säga motsvarar standardspråkets –ig och –en, som i rolig och vaken. En stor skillnad, förutom den här uttalsskillnaden är att andelen adjektiv med ändelsen –in är mycket större i bjursmålet än vad –en är i standardsvenskan. Riksspråkets ”dålig” och ”rolig” heter till exempel dåḷin och roḷin. 
Dessutom finns, precis som i standardsvenska presensparticip och perfektparticip. Presensparticip är till exempel Ânn kåmm kutândäs dännä (Han kom springande(s) där) eller Enn huppândä hest (En hoppande häst). Perfektparticipen skiljer sig lite mer från den standardsvenska, till exempel Ett nymåḷâ hus (Ett nymålat hus) eller E nerbrunni stuggu (En nerbrunnen stuga). 

### Komparation
| Positiv | Komparativ         | Superlativ | Absolut superlativ |
| ------- | ------------------ | ---------- | ------------------ |
| lång    | längär             | längst     | längstâ            |
| gammâḷ  | gammḷär            | gammḷäst   | gammḷästâ          |
| stäkku  | stäkkuâr(ä)        | stäkkuäst  | stäkkuästâ         |
| roḷin   | roḷinâr(ä)/roḷinär | roḷinäst   | roḷinästâ          |

(lång, gammal, stäckig (kort), rolig)

### Kongruens i positiv
| Maskulinum obest. | Femininum obest. | Neutrum obest. | Plural obest. |
| ----------------- | ---------------- | -------------- | ------------- |
| lång              | lång             | långt          | långâ         |
| gammâḷ            | gammâḷ           | gammâḷt        | gammḷâ/gammeḷ |
| stäkku(-gän)      | stäkku(-gän)     | stäkkut        | stäkku(â)     |
| roḷin             | roḷi             | roḷi           | roḷinâ        |

(lång, gammal, stäckig (kort), rolig)
Adjektiven med ändelserna –in och –i verkar dock i dagsläget vara något vacklande och sägs ibland till exempel ”roḷi” och ”roḷit”.

## Pronomen
Noterbart när det gäller bjursmålets pronomen är att (h)ânn, hônnôm och na, hännä(r) fortfarande tycks ha använts för ackusativ respektive dativ för cirka 150 år sedan. På senare tid ska däremot sägas att valet av till exempel na eller hännä(r) snarare baseras på vilken betoning det får i talet. Det vill säga samma sak som avgör huruvida man säger mäg eller mä och hânn eller ânn. På samma sätt som att man säger däg och hânn när orden får stark betoning och dä och ânn vid svag säger man hännä(r) vid stark betoning och na vid svag. 

### Personliga pronomen

#### Singular
| Nominativ | Ackusativ     | Dativ    | Genitiv          |
| --------- | ------------- | -------- | ---------------- |
| ja        | mä(g)         | mä(g)    | -                |
| du        | dä(g)         | dä(g)    | -                |
| (h)ânn    | (h)ânn/hônnôm | hônnôm   | hansäs(hônnômäs) |
| (h)o      | 'na/hännä(r)  | hännä(r) | hännäs           |
| (h)ä      | (h)ä          | (h)ä     | -                |
| mann      | enn           | enn      | enns             |

(jag, du, han, hon, det, man)

#### Plural
| Nominativ | Ackusativ | Dativ | Genitiv |
| --------- | --------- | ----- | ------- |
| vi        | ôss       | ôss   | -       |
| ni        | er        | er    | -       |
| dômm      | dômm      | dômm  | dômsäs  |

(vi, ni, de)

### Possessiva pronomen
| Maskulinum | Femininum | Neutrum | Plural |
| ---------- | --------- | ------- | ------ |
| minn       | mi        | mitt    | minâ   |
| dinn       | di        | ditt    | dinâ   |
| vônn/våran | vårôm     | vårâ(t) | vårâ   |
| erân       | erôm      | erâ(t)  | erâ    |

(min, din, vår, er)

Pronomenet ”vem” saknas i bjursmålet och det ersätts istället av det maskulina ôkkän och det feminina ôkka medan ”vad” kan ersättas av neutrala ôkkä om man inte väljer ”vâ”. Till exempel Ôkkä jör du f’la? istället för Vâ jör du f’la? (Vad gör du för någonting?).

### Några övriga pronomen
| Maskulinum | Femininum   | Neutrum     | Plural    |
| ---------- | ----------- | ----------- | --------- |
| an         | arôm/andrôm | anâ         | arâ/andrâ |
| nônn       | nå/nårôm    | nå          | nôrâ      |
| ingän      | inga        | int nå/ingä | ingâ      |
| ôkkän      | ôkka        | ôkkä        | ôkkâ      |
| tôkkän     | tôkka       | tôkkä       | tôkkâ     |

(annan, någon, ingen, vilken, sådan (tocken))

## Verb
Bjursmålet har till skillnad från många av de övriga dalmålen förlorat personböjning av verb, någonting som även till stor del har börjat ske i övriga nedansiljansområdet. I Rättvik kan man exempelvis fortfarande få höra saker såsom Vi båkom medan man i Bjursås sedan länge säger Vi bakär. Verb av standardsvenskans första konjugation, med ändelsena –de och –t i preteritum respektive supinum, förlorar i bjursmålet, liksom i det vardagliga talet hos en stor del svensktalande , de här ändelserna vilket gör att verbet i alla böjningar låter lika förutom i presens. I vissa fall förlorar verbet (oavsett typ) det avslutande a-ljudet i infinitiv. Även de verb med lång stamvokal som i riksspråket får ändelserna –te och –t  (till exempel bryna, brynte brynt) böjs på samma sätt (brynâ, brynâ, brynâ).

### Svaga verb
| Presens  | Preteritum | Imperativ      | Infinitiv     | Supinum |
| -------- | ---------- | -------------- | ------------- | ------- |
| hôrkär   | hôrkâ      | hôrkâ!         | hôrk(â)       | hôrkâ   |
| fundrär  | fundrâ     | fundär/fundrâ! | fundär/fundrâ | fundrâ  |
| lämmnär  | lämnâ      | lämmän/lämnâ!  | lämmän/lämnâ  | lämnâ   |
| fyllär   | fylld(ä)   | fyll!          | fyll(â)       | fyllt   |
| kḷär     | kḷädd(ä)   | kḷä!           | kḷä           | kḷätt   |
| användär | användâ    | använd!        | använd(â)     | användâ |

(orka, fundera, lämna, fylla, klä(da), använda)

### Starka verb
| Presens  | Preteritum | Imperativ  | Infinitiv      | Supinum   |
| -------- | ---------- | ---------- | -------------- | --------- |
| jör      | joḷ(ä)     | jör!       | jö(râ)         | jort      |
| går      | jekk       | gåkk/gâkk! | gå             | gått      |
| jer      | ga/jeddä   | je!        | je             | guvi/jett |
| svär     | sor        | svär!      | svär(â)        | suri      |
| sitt(är) | sått       | sitt!      | sitt(â)        | setâ      |
| låt(är)  | let        | låt!       | låt(â)         | låti      |
| ryk(är)  | rök        | ryk!       | ryk(â)         | ryki      |
| frys(är) | frös       | frys!      | frys(â)        | fryssi    |
| säg/säjj | sa         | säg/säjj!  | säg(â)/säjj(â) | sakt      |
| fâll(är) | fôll       | fâll!      | fâll(â)        | fulli     |
| ä(r)     | va(r)      | vâ(r)!     | vâ(râ)         | vâri      |

(göra, gå, ge, svära, sitta, låta, ryka, frysa, säga, falla, vara)

### Oregelbundna verb
| Presens | Preteritum | Imperativ | Infinitiv | Supinum |
| ------- | ---------- | --------- | --------- | ------- |
| kann    | kunnâ      | -         | kunn(â)   | kunnâ   |
| skä     | skull      | -         | skä       | skullâ  |
| vill    | villâ      | -         | villâ     | villâ   |
| vet(t)  | visst(ä)   | -         | vet(t)â   | vet(t)â |

(kunna, skola (ska), vilja, veta)

## Särskilda grammatiska företeelser
Bland de märkligaste saker man kan få höra av en bjursmålstalande person är de dubbla negationerna som ibland förekommer. Det är inte alls ovanligt att man kan få höra saker som I da ha’nt ja jort ingänting vilket då betyder ”I dag har jag inte gjort någonting”. 
I likhet med isländska, där vissa verb styr subjektets kasus, förekom i varje fall fram till början av 1900-talet ett fenomen som innebär att åtminstone verbet tyttjâ (tycka) gav subjektet objektsform. Eftersom kasusböjning av annat än personliga pronomen försvunnit gällde det dock enbart dem. För cirka 100-150 år sedan kunde man alltså få höra sådant som Ä va nå ogâḷi kônstut, tyttjär mäg – dvs. ”Det var väldigt konstigt, tycker jag”. (Magnevill 1913:166)

## Fonologi

### Vokalljud
Bjursmålet har 22 olika vokalljud – 11 långa och 11 korta. De är: a, â, e, i, o, ô, u, y, å, ä och ö. Det som skiljer sig mest från standardsvenskan gällande dem är de olika a-ljuden. I standardsvenska finns som bekant två olika a-ljud – ett långt stängt och ett kort öppet. I bjursmålet däremot finns fyra olika a-ljud – ett långt och ett kort stängt, ett långt och ett kort öppet. På bjursmål heter till exempel kvar kvâr, plats pḷass, det vill säga att a-ljuden i förhållande till standardsvenska har ”bytt plats”.
En annan tämligen tydlig skillnad är det mycket öppna ö-ljudet – ô som i lång form kan sägas ligga mellan riksspråkets långa ö, ä och a och i kort form mellan riksspråkets korta ö, ä och a, men med en ganska stark övervikt mot a-ljudet. I vissa mindre seriösa försök till att skriva på bjursmål skrivs det här ljudet till och med <a>. Upp skrivs till exempel app istället för ôpp.
Även ä-ljudet tenderar att vara mer öppet än i standardsvenskan. Det gäller främst det korta ä-ljudet, som hos de flesta svensktalande sammanfaller med kort e. Bjursmålets korta ä-ljud liknar mer det långa, mycket öppna ä-ljudet. Man kan emellertid lika gärna använda sig av ”e” för att beskriva ljudet, då det inte är fullt då öppet som i exempelvis nordligare dalmål.
Ett fenomen som förekommer i bjursmålet är att vokalljuden i ett ord som ursprungligen har varit olika har blivit till samma vokalljud då övriga vokalljud har påverkats av stamvokalen. Det tycks främst förekomma när samvokalen är ett y-ljud. Standardsvenska ”mycket” heter myttjy och inte myttje och ”värst” av alla torde ”livstycke” – lyffstyttjy vara. Ytterligare ett exempel på det här fenomenet är ”vedlidret” (vedboden), som förr lär ha uttalats vällirä men i dag stundom uttalas vällärä.
Y-ljudet ”ersätter” dessutom andra vokalljud än de här: yppin (öppen), sprynju (springa (till exempel i väggen)), gḷygg (glugg). Det finns även ett fåtal ord där y-ljudet ersätts av ett i-ljud, i likhet med hur det är i bland annat rättviksmålet. ”Hylla” heter till exempel hill(â).
Ett annat ljud, som kanske ännu oftare ”ersätter” andra vokalljud, om än inte lika många olika, är ô-ljudet och till viss del även ö-ljudet: sôm (som), hôḷ (hål), jönnôm (genom), rômm (rum).
Några ytterligare exempel på ord där vokalljuden är andra än i standardspråket är milla (mellan), missmôr (messmör), messtag (misstag).

### Konsonantljud
I bjursmålet finns konsonantljuden b, d, f, g, h, j, k, l, ḷ, m, n, p, r, s, (hs), t, v, dj, tj, sj. Alla konsonantljud förekommer i båda långa och korta varianter och uttalet av dem skiljer sig inte mycket från standardsvenskans. Några skillnader är att bjursmålet har ett dj-ljud som uttalas ungefär som ”dge” i engelskans ”bridge”, ett tj-ljud som har ett hörbart initialt t-ljud och så det tjocka l-ljudet, som emellertid är vida spritt. 
Dj-ljudet förekommer där standardsvenskan har långt g-ljud (eller där standardsvenskan skulle ha haft långt g-ljud om ordet hade funnits). Standardsvenska ”brygga” heter till exempel bryddjâ. Där g-ljudet i standardsvenskan är kort blir det i bjursmålet (ibland) till ett ”vanligt” j-ljud, till exempel i ”tagit” som blir täjji. De här förmjukningarna är emellertid på tillbakagång, i synnerhet dj-ljudet. Den tidiga våren hette förr lådiddjän, men numer oftast lådigän. 
I äldre tiders bjursmål var det även mycket vanligt att d-ljudet försvann i slutet av ord och mellan vokaler på samma sätt som det till viss del är i riksspråket där ”sedan” ofta förkortas till ”sen” och så vidare. Några tockna ord är: lâu (lada), tiu(-gän) (tidig), gḷö (glöd), fôrkḷää (förklädet). (Magnevill 1913)
Sedan början/mitten av 1900-talet har däremot d-ljudet kommit (tillbaka?), åtminstone mellan vokaler i många ord, som lâdu. Avsaknaden av d-ljud i slutet av ord är fortfarande vanlig. (https://web.archive.org/web/20100820154653/http://www.sofi.se/4055)
Ett fenomen som skiljer bjursmålet från många övriga dalmål är att man här istället för avsaknad av h-ljud lägger till h-ljud i början av vissa ord. Riksspråkets ”orka” och ”yla” heter bland annat hôrkâ och hyḷâ. Men det finns även tillfällen då bjursmålet i likhet med de målen också har h-bortfall. Som vi redan har sett exempel på faller h-ljudet bort i hânn, ho och hä om de inte betonas starkt och det faller även bort i en del andra ord, såsom dôrila (dörrhylla som alltid fanns ovanför dörren förr).
När ett s-ljud följs av ett l-ljud tenderar s-ljudet att uttalas med tungan redan i position för att uttala ett l-ljud, varför det får en karaktär som kan liknas vid en blandning av ett tje-ljud och ett läspande. I ord som "sluta" skulle man alltså beskriva uttalet som hslutâ.

## Satsmelodi och dylikt
Bjursmålets satsmelodi stämmer i mångt och mycket överens med den bild de flesta svenskar har av hur ”dalmål” låter. Melodin går varierande upp och ner. 
Man kan ganska lätt luras att tro att det förekommer sådan korstavighet som är mycket vanlig i ord som ”vâri” (varit). I det här fallet rör det sig emellertid om någonting annat. Bjursmålet har, i jämförelse med standardsvenskan, mindre skillnad på långa och korta vokal- och konsonantljud. Det kan vara svårt att avgöra huruvida en bjursmålstalare säger ”skön” eller ”sjön” eftersom uttalet av de båda ligger så nära varandra. Att det kan vara svårt att avgöra kan man även se i Levander (1913) då han ofta är inkonsekvent med dubbelteckning av konsonanter. 
Övrigt om bjursmålets fonologi De två vanligaste förmjukningarna – tj, och dj, av k och g har redan tagits upp. Några ytterligare tillägg kan dock göras. Till skillnad från de flesta standardsvenska förmjukningarna som uppträder framför mjuka vokaler (”säga” och några andra ord undantagna) så kan de här förmjukningarna dyka upp framför till exempel ”â” som vi har sett exempel på i bryddjâ. De kan även förekomma utan något ljud alls efter i vissa ord och under vissa omständigheter i bland annat hyddj sä (snygga till sig) och tyttj åtli vârâ (misstycka). Det vanligaste är emellertid att de här förmjukningarna i likhet med standardsvenskans förekommer framför mjukt vokalljud.
Vid ett fåtal tillfällen förekommer även hårt g- och k-ljud framför mjukt vokalljud i till exempel namnet Kesti (Kerstin).
Bildandet av et sje-ljud av /sk/ framför mjuk vokal är något mer utbrett, åtminstone i det gamla bjursmålet än i standardsvenskan. Exempel på det är: tôsk – tôssjän (torsk – torsken (betyder groda)), fisk – fissjän (fisk – fisken). 
Även den skriftspråkliga kombinationen <ls> tycks tidigare ha gett det tjocka sje-ljudet i till exempel fâsjk (falsk) och hâsj (hals). Under början av 1900-talet tycks dock det här tjocka sje-ljudet vara utbytt mot det retroflexa [ş], som i det vanliga uppsvenska uttalet av ”kors”.
Några retroflexa ljud skapas fortfarande inte i bjursmålet när det gäller kombinationen <rs> och sällan när det gäller <rn>. ”Kors” blir i bjursmålet kôss och ”förstå” blir fôsstå. Kombinationen <rn> kan man säga nästan saknas i bjursmålet (ett fåtal ord har den kombinationen, exempelvis sjärnâ (stjärna)). Oftast faller n:et bort och det heter således kvar, bar, björ (kvarn, barn, björn).
Bjursmålet har också behållit kombinationen ”nj” där den försvunnit i standardsvenskan i bland annat njusâ (nysa), snjö (snö), njupâ (nypa).

## Källhänvisningar

### Elektroniska källor
- Institutet för språk och folkminnen: https://web.archive.org/web/20100820154653/http://www.sofi.se/4055